# Abraham Antonio Polo Uscanga
Abraham Antonio Polo Uscanga (* 1935; † in der Nacht zum 19. Juni 1995) war ein mexikanischer Richter.
Uscanga schloss ein Hochschulstudium mit Promotion ab. Nach Berufstätigkeit als Strafverteidiger, Staatsanwalt und Richter wurde er 1992 an den Obersten Gerichtshof des Hauptstadtdistrikts Mexiko-Stadt (Suprema Corte de Justicia del Distrito Federal, SCJDF) berufen.

## Druck durch Justiz und Regierung
Nach Polos Angaben versuchte der Präsident des SCJDF, Saturnino Agüero Aguirre, bei mehreren Gelegenheiten, ihn wegen seiner Entscheidungen unter Druck zu setzen.
So habe Agüero, als Polo Anfang 1993 aus Mangel an Beweisen die Freilassung eines Untersuchungsgefangenen anordnete, ihn gewarnt, dass Finanzminister Pedro Aspe die Inhaftierung wünsche. Im Januar 1994 ließ Polo acht Personen frei, die nach seiner Ansicht zu Unrecht eines Autobombenanschlags im Zusammenhang mit Bauernaufständen in Chiapas und der EZLN beschuldigt worden waren. Ihre Geständnisse seien unter Folter erpresst worden. Daraufhin habe ihn Agüero erneut gewarnt und ihm vorgeworfen, dass es ihm an „politischer Sensibilität“ mangele.
Am 23. März 1995 weigerte sich Polo, Haftbefehle gegen fünf Führer der Busgewerkschaft SUTAUR-100 (Sindicato Único de Trabajadores de Auto-transporte Urbano - Ruta 100) zu unterzeichnen. In dem bereits vier Jahre zuvor eingeleiteten Verfahren wegen Korruptionsvorwürfen habe kein hinreichender Tatverdacht bestanden. Die Gewerkschaft hatte gegen Regierungspläne zur Privatisierung öffentlicher Verkehrsmittel protestiert. Agüero habe von Polo den sofortigen Erlass der Haftbefehle gefordert, ihn auf entsprechende Forderungen des Hauptstadtregenten Oscar Espinosa Villarreal hingewiesen und ihn gewarnt, dass er sonst „die Konsequenzen tragen“ müsse. Ihm wurde der Fall entzogen; sein Nachfolger erließ kurze Zeit darauf die gewünschten Haftbefehle.

## Rücktritt und Repressalien
Daraufhin erklärte Polo am 27. März 1995 seinen Rücktritt. Er berichtete öffentlich über die Fälle und beklagte, dass Korruption und Einschüchterungen die mexikanische Justiz behinderten. Er stellte eine exzessive Einmischung der Exekutive in das Justizwesen fest.
Am Abend des 27. April 1995 wurde Polo nach seinen Angaben in Mexiko-Stadt von bewaffneten Männern entführt und mit verbundenen Augen zu einer Müllhalde gefahren worden zu sein. Dort sei er verprügelt mit einem Messer in die Beine und den Bauch gestochen worden. Man habe ihn befragt, ob er Verbindungen zu linksradikalen Gruppierungen habe und warum er seine Anschuldigungen gegen Agüero öffentlich gemacht habe. Vor seiner Freilassung sei er aufgefordert worden, solche Anschuldigungen nicht zu wiederholen. Als Folge der Verletzungen musste Polo im Krankenhaus behandelt werden. Danach wurden er und seine Familie noch mehrfach bedroht.
Am 10. Mai 1995 wurde Polo bei dem Versuch, eine Straße in Mexiko-Stadt zu überqueren, fast von einem Fahrzeug ohne Nummernschilder überfahren. Einige Wochen später beschuldigte er Agüero öffentlich, hinter den Bedrohungen und Angriffen gegen ihn zu stehen. Am 17. Juni 1995 soll Polo einen Brief an Agüero geschrieben haben, in dem er ihn dafür verantwortlich machte, falls ihm oder seiner Familie etwas zustoßen würde.

## Ermordung
In der Nacht zum 19. Juni 1995 wurde Polo im Büro seines Sohnes von hinten durch einen einzelnen Kopfschuss getötet. Die von Spuren gereinigte Tatwaffe wurde am Tatort zurückgelassen. Er wurde einen Tag später aufgefunden, nachdem seine Ehefrau am 19. Juni sein Verschwinden gemeldet hatte. Seine Trauerprozession wurde von mehreren Tausend Mitgliedern der Gewerkschaft SUTAUR-100 besucht.
Agüero trat einige Wochen später zurück. Anschuldigungen, dass er in die Tat verstrickt sei, wurden nicht untersucht.
1997 wurde Polo posthum der Menschenrechtspreis des Deutschen Richterbundes verliehen.